# 海へいこう
「海へいこう」（うみへいこう）は、2010年8月4日に発売された、SEAMOの14枚目のシングル。

## 解説
- 前作「終わりと始まり/Lost Boy」から約6ヶ月ぶりのリリースとなった。
- 価格は1,223円である。
- 初回仕様限定盤には「SEAMOと一緒に“海へいこう”ツアー」の応募券とドラマ「もやしもん」のステッカーを封入。

## 収録曲
1. 海へいこう
作詞：Naoki Takada　作曲：Naoki Takada & Shintaro“Growth”Izutsu　編曲：Shintaro“Growth”Izutsu
フジテレビ系ドラマ『もやしもん』エンディングテーマ
2. My Style is the Best
作詞：Naoki Takada　作曲：Naoki Takada & Shintaro“Growth”Izutsu　編曲：Shintaro“Growth”Izutsu
洋服の青山｢清涼フォーマルスーツ｣CMソング
3. Continue -Symphony Orchestra Session-
4. 海へいこう (instrumental)
5. My Style is the Best (instrumental)
6. Continue -Symphony Orchestra Session- (instrumental)